# Copa Adrián C. Escobar
A Copa Adrián C. Escobar egy argentin labdarúgókupa volt. A kupát 1939-ben alapították meg, az utolsó torna pedig 1949-ben került megrendezésre. A legsikeresebb klub a Huracán csapata 2 győzelemmel.
A trófeát 1939-ben Adrián C. Escobar, az argentin labdarúgó-szövetség (AFA) elnöke adományozta, később pedig róla nevezték el a kupát.
A kupában az első osztály első 7 helyezettje vett részt. A 2-tól a 7-ik helyezettig a csapatok a negyeddöntőkbe, míg a bajnokcsapat az elődöntőkbe kvalifikálta magát. A mérkőzések különlegesek voltak: a negyeddöntőkben és az elődöntőkben a meccsek 20 percig, míg a döntőben 30 percig tartottak. Ha az eredmény nem volt egyértelmű, akkor a több szögletet elvégzett csapat jutott tovább. A későbbi tornákon már 40 perces mérkőzések voltak.

## Eredmények

### Döntők
| Szezon | Győztes                                   | Eredmény                                  | Második                                   | Helyszín                                    |
| ------ | ----------------------------------------- | ----------------------------------------- | ----------------------------------------- | ------------------------------------------- |
| 1939   | Independiente                             | 0–0 (szögletek: 1–1)                      | San Lorenzo                               | Estadio Monumental, Buenos Aires            |
| 1939   | Independiente                             | 2–0                                       | San Lorenzo                               | Estadio Monumental, Buenos Aires            |
| 1941   | River Plate                               | 1–0                                       | Huracán                                   | Estadio Monumental, Buenos Aires            |
| 1942   | Huracán                                   | 2–0                                       | River Plate                               | Estadio Monumental, Buenos Aires            |
| 1943   | Huracán                                   | 0–0 (szögletek: 4–1)                      | Platense                                  | Estadio Gasómetro, Buenos Aires             |
| 1944   | Estudiantes (LP)                          | 1–0                                       | San Lorenzo                               | Estadio Gasómetro, Buenos Aires             |
| 1946   | (Abbahagyták a tornát a negyeddöntőknél.) | (Abbahagyták a tornát a negyeddöntőknél.) | (Abbahagyták a tornát a negyeddöntőknél.) | (Abbahagyták a tornát a negyeddöntőknél.)   |
| 1949   | Newell’s Old Boys                         | 2–2 (szögletek: 4–2)                      | Racing Club                               | Estadio Libertadores de América, Avellaneda |

- h.u. – hosszabbítás után

### Győzelmek csapatok szerint
| Csapat            | Győzelmek száma | Győzelmek  |
| ----------------- | --------------- | ---------- |
| Huracán           | 2               | 1942, 1943 |
| Independiente     | 1               | 1939       |
| River Plate       | 1               | 1941       |
| Estudiantes (LP)  | 1               | 1944       |
| Newell’s Old Boys | 1               | 1949       |

### Gólkirályok
| Év   | Játékos         | Gólok száma | Csapat            |
| ---- | --------------- | ----------- | ----------------- |
| 1941 | Rinaldo Martino | 2           | San Lorenzo       |
| 1941 | Ángel Labruna   | 2           | River Plate       |
| 1942 | Alfredo Borgnia | 2           | San Lorenzo       |
| 1944 | Ricardo Infante | 2           | Estudiantes (LP)  |
| 1949 | Elio Montaño    | 2           | Newell’s Old Boys |
| 1949 | Roque Olsen     | 2           | Racing Club       |